# Frère Jacques (chanson)
Cette page contient des caractères spéciaux ou non latins. S’ils s’affichent mal (▯, ?, etc.), consultez la page d’aide Unicode.
Pour les articles homonymes, voir Frère Jacques.
Frère Jacques est une chanson enfantine française du XVIIIe siècle, connue dans le monde entier et traduite dans de nombreuses langues. Longtemps considérée comme anonyme, elle a vraisemblablement été écrite par Jean-Philippe Rameau. 

## Paternité

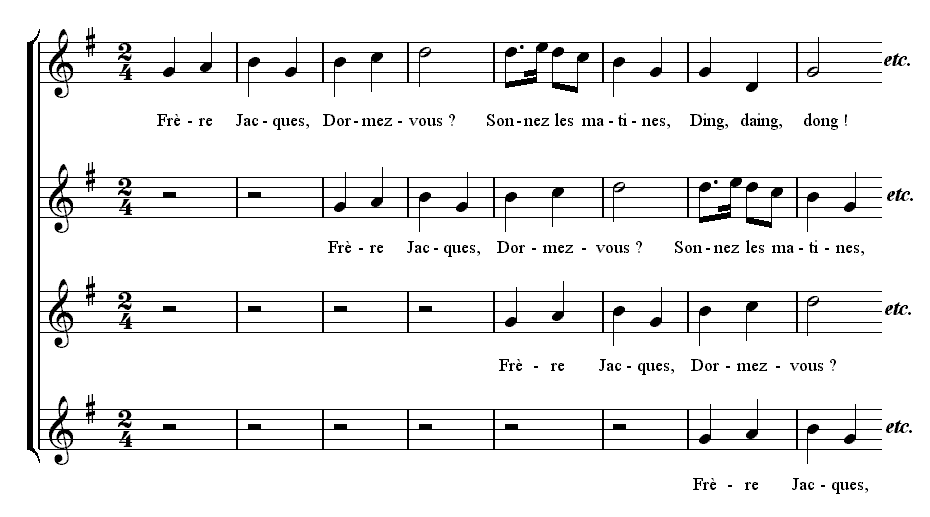
Partition de « Frère Jacques » en canon et à quatre voix.

Selon l'historienne et musicologue Sylvie Bouissou, l'auteur de la chanson n'est autre que Jean-Philippe Rameau,. En effet, dans un exemplaire de son ouvrage Diapason général de tous les instruments à vent (1772), Louis-Joseph Francœur, violoniste de l'Opéra de Paris dans les années où Rameau y était actif, a inséré les manuscrits de quatre canons qu'il attribue à Rameau, parmi lesquels on trouve donc Frère Jacques, mais surtout deux autres déjà connus comme étant de Rameau. Les catalogues et sites spécialisés sur Rameau, n'ont pas repris cette information.
L’œuvre est publiée pour la première fois dans le Recueil de Capelle (1811), recueil des chansons données au « Caveau », fréquenté par Jean-Philippe Rameau.

## Paroles
Les paroles originales de la chanson font référence aux matines, première prière de la journée liturgique, pour lesquelles un moine doit sonner les cloches en milieu ou fin de nuit.
Les paroles françaises sont les suivantes :
Frère Jacques,

Dormez-vous ?

Sonnez les matines !

Ding, daing, dong !
Jean-Philippe Rameau aurait écrit :
Frère Jacques,

Levez-vous !

Sonnez les matines,

Bing, Bong, Bong !

## Musique
La musique de la chanson se divise en quatre courts motifs, généralement bissés.
Elle peut être chantée en canon à quatre voix.

## Reprises

### Musique classique
- Gustav Mahler utilise cette comptine dans le troisième mouvement de sa première symphonie (1888), sous le titre de Bruder Martin, mais dans le mode mineur (ré mineur).

### Musique populaire
- Frère Jacques est le motif récurrent, décliné rock'n'roll, dans Serafino campanaro, un titre enregistré par Mina Mazzini (Mina) en 1960.
- Si l'on écoute attentivement Paperback Writer (1966) des Beatles, on peut remarquer que John Lennon et George Harrison chantent Frère Jacques en arrière-plan durant les derniers couplets[5].
- Le thème de Frère Jacques est utilisé par Sly and the Family Stone pour l'ouverture et la fermeture de la chanson Underdog sur leur premier album A Whole New Thing (1967).
- Frère Jacques est aussi un titre disponible sur l'album Totem (2007) de Zazie.
- La mélodie de Frère Jacques est aussi utilisée dans le titre Young, Dumb, Stupid (2023) du groupe féminin coréen NMIXX, pour la première partie du refrain.